# Hergersweiler
Hergersweiler település Németországban, Rajna-vidék-Pfalz tartományban. Lakosainak száma 231 fő (2023. december 31.).

## Népesség
A település népességének változása:
| Lakosok száma | 113  | 246  | 237  | 232  | 235  | 231  |
|               | 1975 | 2017 | 2019 | 2021 | 2022 | 2023 |